# فلافيوس بلينتا
بلينتا أو فلافيوس بلينتا كان سياسيا قوطيا، وقائدا عسكريا في الإمبراطورية البيزنطية. برز بين عامي 418–438.